# برنامج خدمات الإطلاق
يُعتبر برنامج خدمات الإطلاق المسؤول عن إشراف وكالة ناسا على عمليات الإطلاق وتنفيذ العد التنازلي، وهو ما يضمن جودة إضافية وسلامة البعثة عِوضًا عن شرط حصول مزوّد خدمة الإطلاق على رخصة إطلاق تجارية. يعمل البرنامج بإشراف قسم العمليات والاستكشاف البشري في مديرية البعثات التابعة لوكالة ناسا.
منذ العام 1990، وعند الإمكان، اشترت وكالة ناسا لبعثاتها العلمية والتطبيقية خدماتِ نظام الإطلاق المستهلك مباشرة من المزودين التجاريين. يمكن لمركبات نظام الإطلاق المستهلك أن تستوعب جميع أنواع زوايا الميل المداري والارتفاعات وتُعتبر مركبات مثالية لإطلاق البعثات إلى مدار الأرض وإلى الكواكب على حد سواء. تأسس برنامج خدمات الإطلاق في مركز كينيدي للفضاء بهدف إدارة مشتريات وبرنامج بعثات نظام الإطلاق المستهلك التابع لوكالة ناسا. يوجد فريق من ناسا  أو المتعاقدين معها للاضطلاع بمهمة برنامج خدمات الإطلاق الفضائي، والذي يهدف إلى توفير القيادة والخبرة والخدمات مُجدية التكاليف في الميدان التجاري لتلبية متطلبات الوكالة الواسعة من عمليات النقل الفضائي وزيادة فرص نجاح المهمة.
توجد مواقع الإطلاق الرئيسية في قاعدة كيب كانافيرال للقوات الجوية في فلوريدا، وقاعدة فاندنبرغ الجوية في كاليفورنيا. يُذكر من مواقع الإطلاق الأخرى منشأة والوبس الجوية التابعة لوكالة ناسا في فيرجينيا، وموقع تجارب ريغان في جزيرة كواجالين، في جزر مارشال ، ومجمع إطلاق كودياك في ألاسكا.
في العام 2012، نشر البرنامج نسخًا إلكترونية عن الكتيّب والملصق الخاص به.

## شركاء البرنامج

### عملاء المركبات الفضائية
- مختبر الفيزياء التطبيقية في لوريل، ماريلاند
- مختبر الدفع النفاث، الواقع في معهد كاليفورنيا للتقنية
- مركز أميس للأبحاث التابع لوكالة ناسا، والواقع في مطار موفيت فيلد، بوادي السيليكون، بولاية كاليفورنيا
- مركز غودارد لرحلات الفضاء التابع لوكالة ناسا، في غرينبيلت بولاية ماريلاند
- مركز لانغلي البحثي التابع لوكالة ناسا، في هامبتون، فيرجينيا
- مركز مارشال لرحلات الفضاء التابع لوكالة ناسا، في ريدستون أرسنال في هنتزفيل، ألاباما
- عدة جامعات أمريكية أطلقت أقمار صناعية صغيرة للبحث (كيوب سات)
- شركاء دوليون
- وكالات حكومية أخرى:
  - وكالة الدفاع الصاروخي
  - الإدارة الوطنية للمحيطات والغلاف الجوي
  - مكتب الاستطلاع الوطني

### المتعاقدون على مركبات الإطلاق
في الوقت الحالي يمنح برنامج خدمات الإطلاق  عقودًا جديدة بموجب عقد ناسا لخدمات الإطلاق رقم 2. وفي مرة واحدة كل عام، يمكن إضافة مركبات الإطلاق الجديدة على العقد سواءً مع تشغيل (أو بدون تشغيل). فيما يلي قائمة بالمركبات المرفقة بعقد ناسا لخدمات الإطلاق 2:
- صاروخ أنتاريز –نورثروب غرومان[8]
- أطلس 5 –ائتلاف الإطلاق المتحد
- ديلتا 4 الثقيل –ائتلاف الإطلاق المتحد
- فالكون 9 –سبيس إكس
- فالكون الثقيل –سبيس إكس
- صاروخ بيغاسوس إكس إل –نورثروب غرومان
- مينوتور سي –نورثروب غرومان
- فولكان سينتور –ائتلاف الإطلاق المتحد[9]

تتبع ناسا سياسات محددة تحكم خدمات الإطلاق. يذكر المخطط الجوي لبرنامج خدمات الإطلاق معلومات عامة عن أداء مركبة الإطلاق المتاحة عبر العقود الحالية التي تقدّمها ناسا. جميع هذه المعلومات متوفرة على مواقع الإنترنت المتاحة لزيارة المستخدمين.